# Tolmino Casadio
Tolmino Casadio (Crevalcore, 11 agosto 1916 – Ancona, 14 marzo 1980) è stato un calciatore italiano, di ruolo attaccante.

## Carriera
Cresciuto nel Bologna dove ha esordito in Serie A il 2 giugno 1935 nella partita Napoli-Bologna (1-1), nella stagione 1940-41 ha rigiocato una partita in Serie A con il Bologna il 20 ottobre 1940 e la partita era Bologna-Torino (3-0), ha giocato la stagione 1935-36 nel Modena in Serie B, poi ha giocato a Rimini, a Pesaro ed ha chiuso la carriera a Ravenna.